# Симонид са Кеја
Симонид са Кеја (грч. Σιμωνίδης ὁ Κεῖος) (око 556 — 468. године ст, е.), славни грчки лиричар коме припада заслуга што је хорску лирику ослободио дотадашње везаности за култ и увео профане књижевне родове — епиникиј, енкомиј и трен. Он је написао најстарији сачувани епиникиј за који нам је познат датум и победник коме је посвећен. Плиније (Познавање природе, 7, 192) приписује му допуну грчке азбуке са четири нова слова.